# Kodeń
Kodeń ist ein Dorf sowie der Sitz der gleichnamigen Landgemeinde im Powiat Bialski der Woiwodschaft Lublin in Polen.

## Geografie
Kodeń liegt am Westufer des Bug, der hier die Grenze zur Belarus bildet.

## Geschichte
Im Jahr 1511 kaufte Jan Sapieha, der 1513 Woiwode der neugegründeten litauischen Woiwodschaft Podlachien wurde, die Siedlung. Er ließ sie befestigen, zu einer Stadt nach Magdeburger Recht ausbauen und ein Schloss errichten, das dann über Jahrhunderte Sitz seiner Familie war. 1569 wurden Polen und Litauen zu einer Realunion verschmolzen (Union von Lublin). In der Union von Brest unterstellte sich die litauische orthodoxe Kirche 1596 dem Papst.
Mit der Dritten Teilung Polens 1795 kam Kodeń zum Habsburgerreich, in der Zeit französischen Hegemonie unter Napoleon 1807 zum Herzogtum Warschau unter Friedrich August von Sachsen und mit deren Ende 1815 zu Kongresspolen. Zunächst in Personalunion mit dem Russischen Kaiserreich verbunden, dann 1831 als die zehn Weichselgouvernements annektiert. Kodeń gehörte nun zum Gouvernement Siedlce.
Nach dem Ende des Ersten Weltkriegs lag Kodeń in einem Bereich, der umstritten war zwischen der Polnischen Republik, ausgerufenen am 7. Oktober 1918 und anerkannt durch den Versailler Vertrag praktisch im Juni 1919 und formal am 10. Januar 1920, und der schon 1917 ausgerufenen Ukrainischen Volksrepublik, deren Gebiet ihrerseits von Sowjetrussland beansprucht wurde. Durch den Friedensvertrag von Riga von 1921 gehörte Kodeń definitiv zur Zweiten Polnischen Republik. Im Zweiten Weltkrieg lag es nach der deutschen Besetzung Polens im Generalgouvernement.

## Gemeinde
Zur Landgemeinde (gmina wiejska) Kodeń gehören 16 Dörfer mit 19 Schulzenämtern (sołectwo).

## Sehenswürdigkeiten

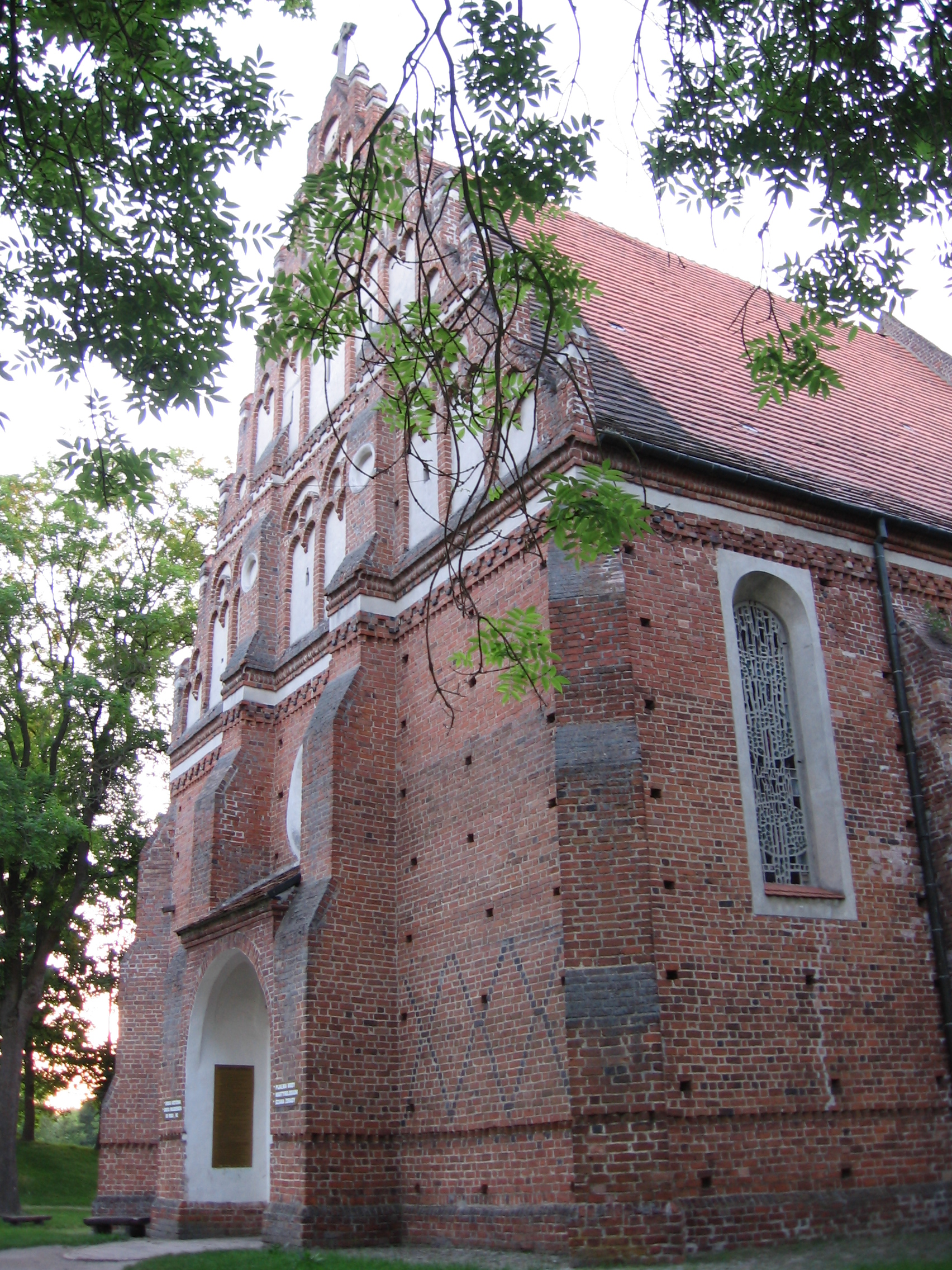
Heiliggeistkirche
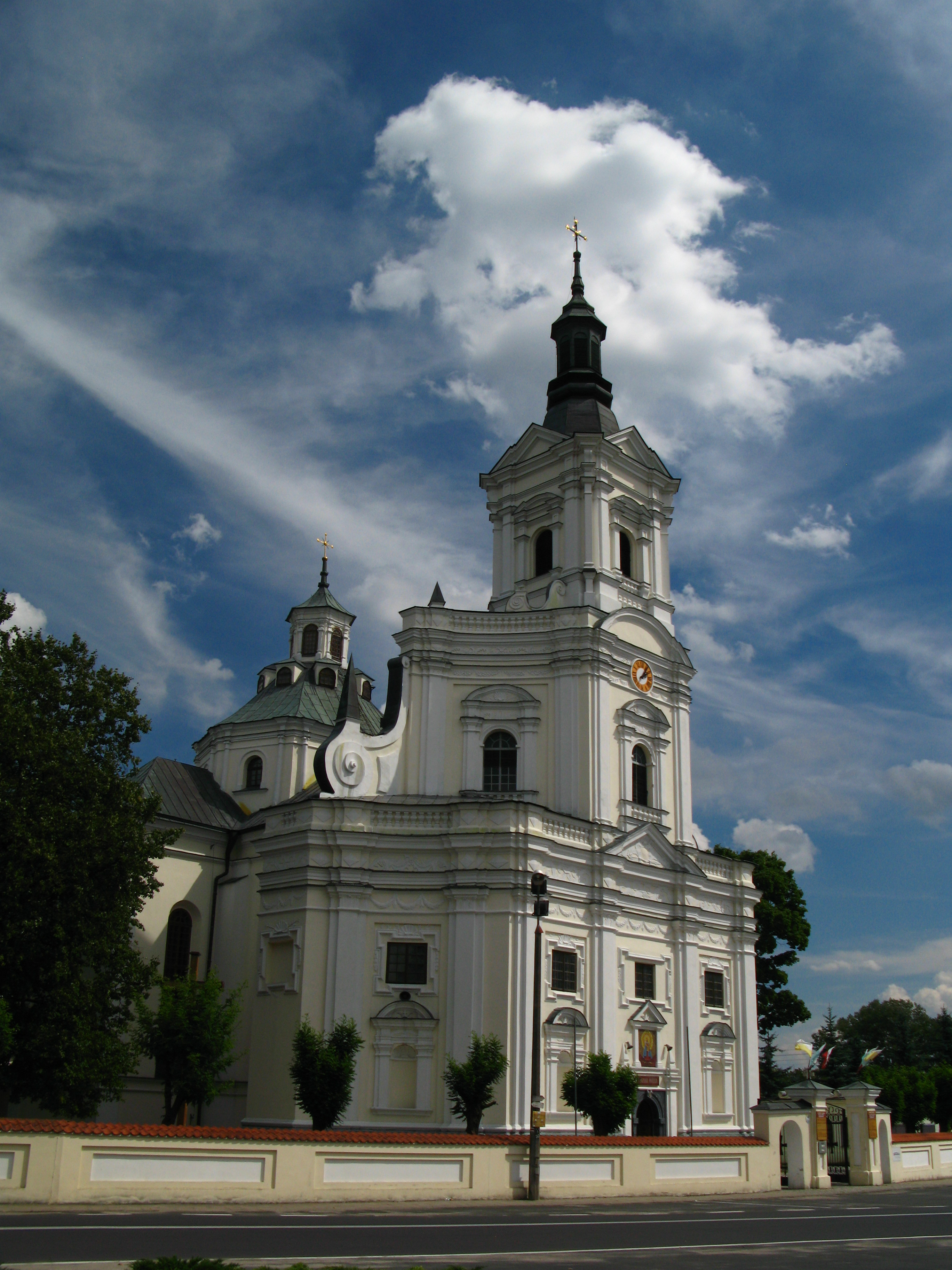
St.-Annen-Kirche
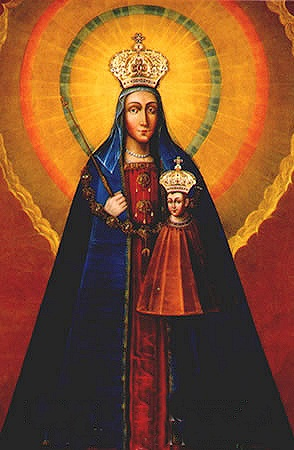
Muttergottesikone
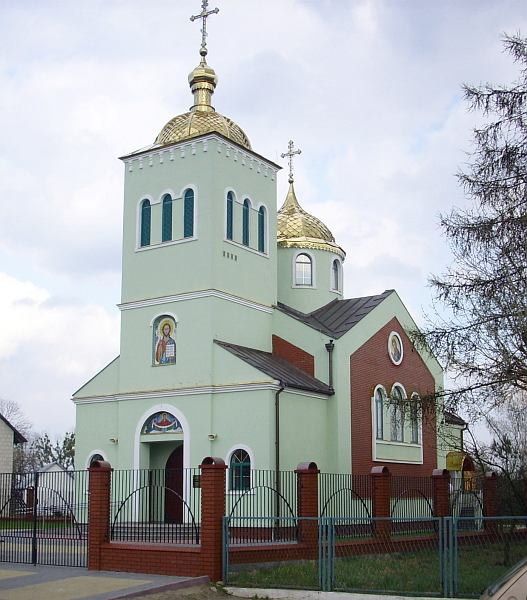
Orthodoxe St.-Michaels-Kirche

- Kościół Świętego. Ducha (katholische Heiliggeistkirche), um 1550, belarussische Gotik, ursprünglich orthodoxe Schlosskapelle der Sapieha, seit 1945 Filialkirche der katholischen St. Annengemeinde
- Ruinen des alten Sapieha-Schlosses
- Bazylika św. Anny (St.-Annen-Kirche), 1629–1635, Renaissance und Barock, Katholische Pfarrkirche, 1875–1917 orthodox, seit 1973 Basilika minor
  - Ikone der Mutter Gottes, um 1630, in der St.-Annen-Kirche
  - Kloster des Oblatenordens, der die St.-Annen-Kirche betreut
- Brama unicka (uniertes Tor), Westgiebel der im 19. Jahrhundert abgebrannten unierten St.-Michaels-Kirche[1]
- Placencja-Palast, Sommersitz der Sapieha, 18. Jahrhundert, mehrfach umgebaut, heute psychiatrische Klinik
- Cerkiew Świętego Ducha, 1910, (orthodoxe St.-Michaels-Kirche), heutige orthodoxe Pfarrkirche
- Kreuzweg mit Skulpturen Tadeusz Niewiadomskis, die an die Schrecken des Zweiten Weltkriegs erinnern
- Windkraftanlage Kodeń

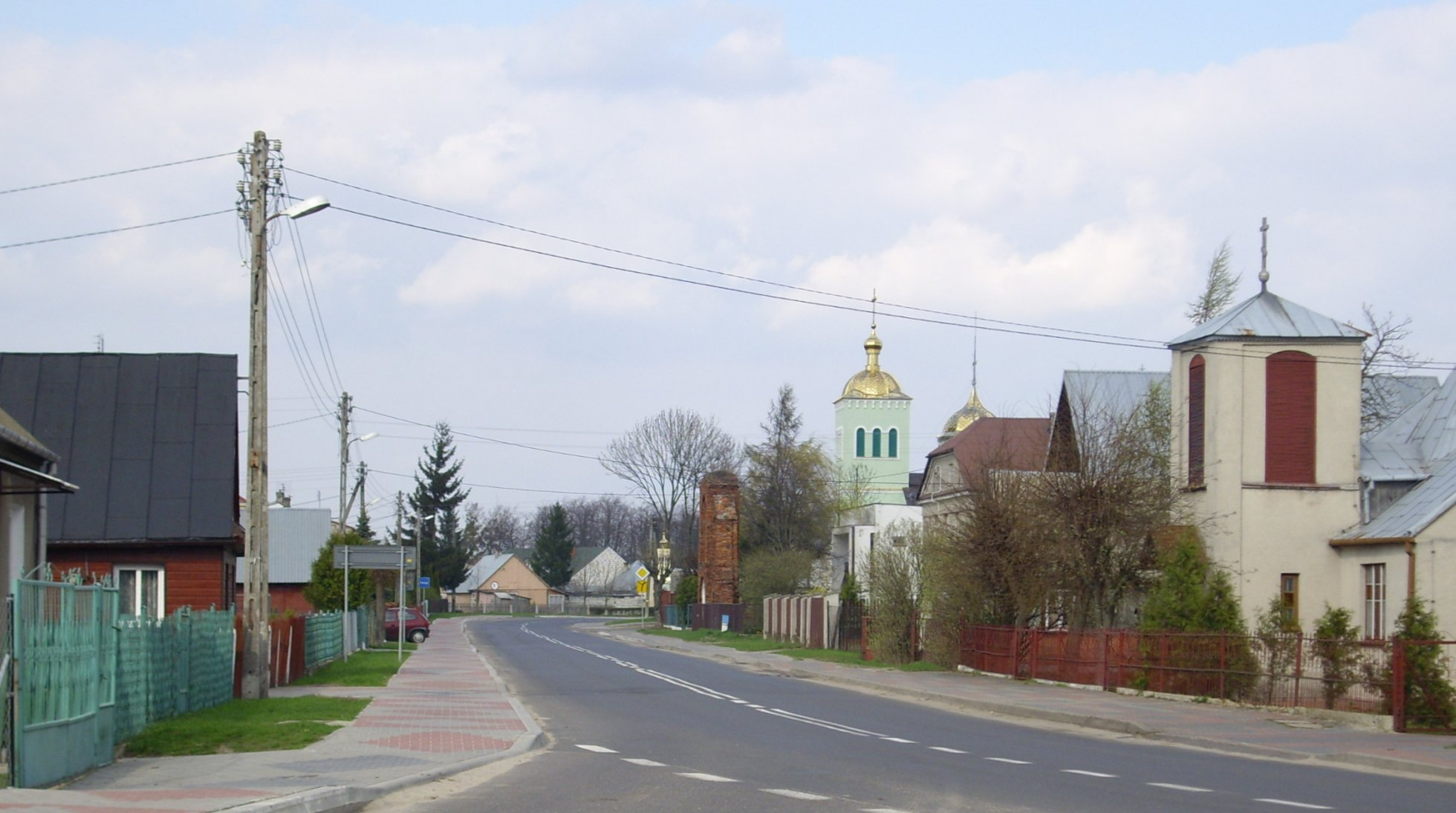
Dorfstraße
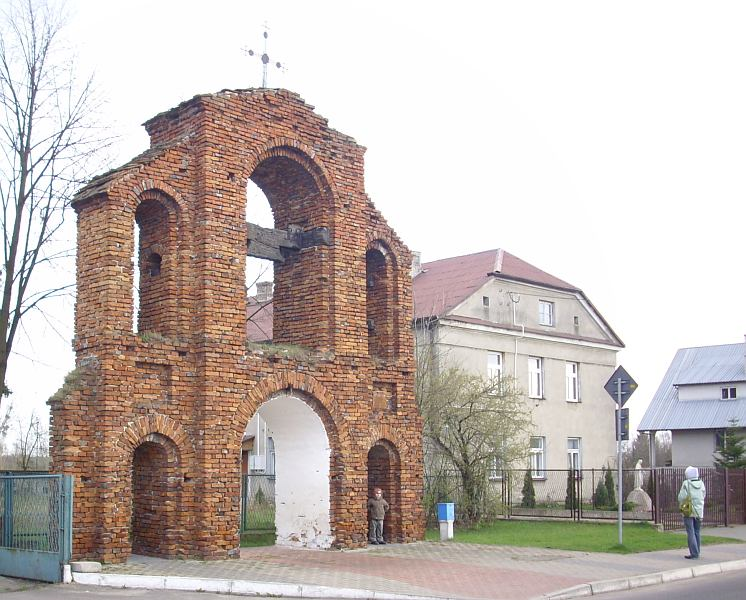
Portal der unierten St.-Michaels-Kirche
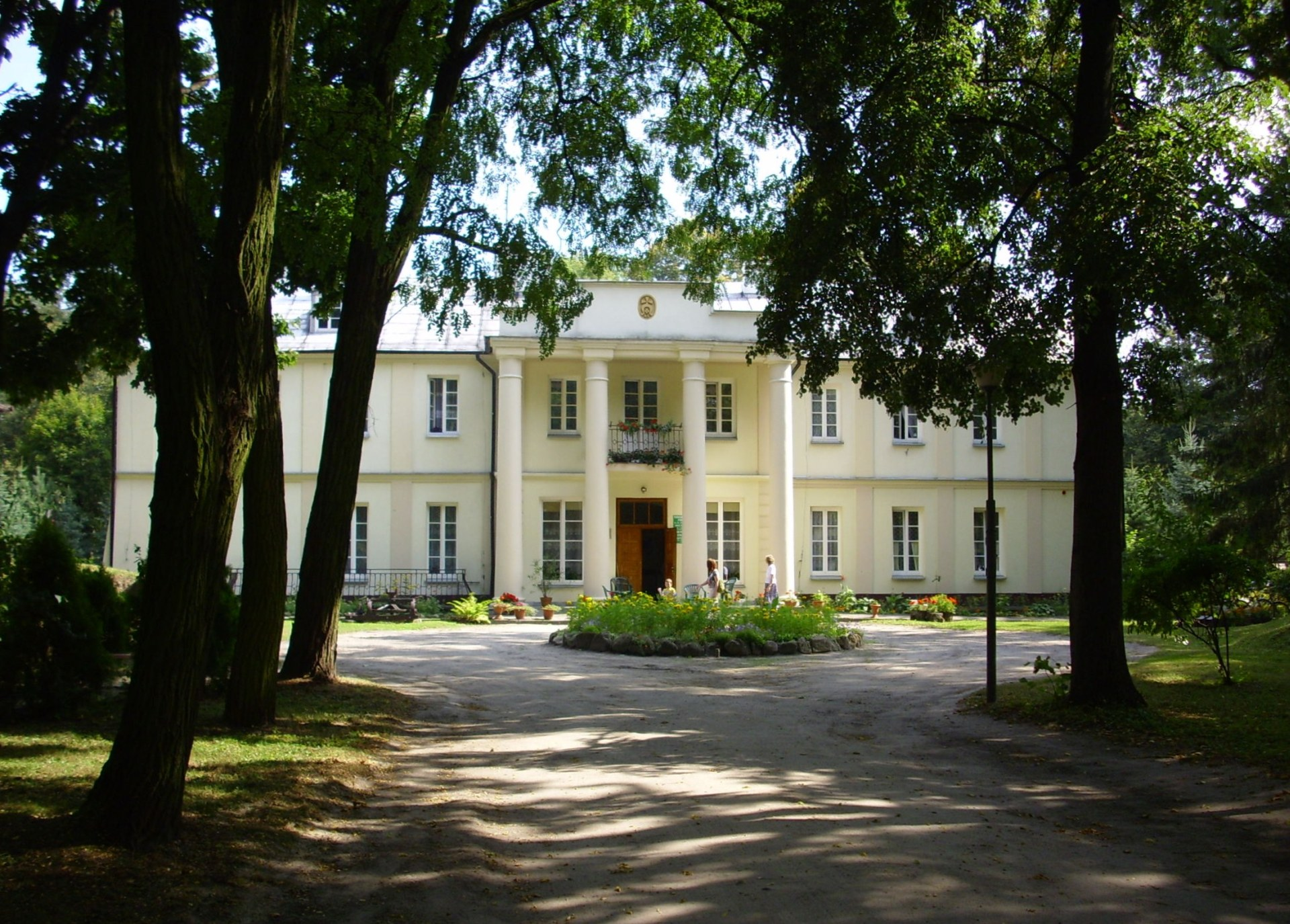
Placencja-Schlösschen